# ジュマンジ/ネクスト・レベル
『ジュマンジ/ネクスト・レベル』(Jumanji: The Next Level)は、2019年のアメリカ合衆国のファンタジー・冒険コメディ映画。『ジュマンジ』シリーズの3作目。
監督はジェイク・カスダン。出演はドウェイン・ジョンソン、ジャック・ブラック、ケヴィン・ハート、カレン・ギラン、ニック・ジョナス、アレックス・ウルフ、モーガン・ターナー、サーダリウス・ブラウン、マディソン・アイズマンら前作のキャストに加え、新たにオークワフィナ、ダニー・グローヴァー、ダニー・デヴィートらが出演している。

## あらすじ
前作での脱出の後、スペンサーは破壊され廃棄したジュマンジの部品を拾い、密かに保持していた。NYでの生活に疲れていた彼は、久しぶりに友達のベサニー、フリッジ、マーサと会うことにするが、当日彼がみんなの前に現れることはなかった。
その後、ベサニーたちはスペンサーを探しに家に来て、彼が再びゲームの世界に入り込んでいると判断し、ジュマンジに戻って彼を救出することにする。さらに、騒ぎを聞いたスペンサーの祖父エディと、彼の友人のマイロ・ウォーカーまでもが、ジュマンジに入ってしまう。スペンサーの友達はエディとマイロをジュマンジの世界に慣れさせながら、スペンサーを救出しようとするが、以前よりもレベルアップしたジュマンジに悪戦苦闘する。

## キャスト
※括弧内は日本語吹替。
ジュマンジ世界
- スモルダー・ブレイブストーン博士  - ドウェイン・ジョンソン（楠大典）

ゲームでのエディの役割。スキンヘッドで屈強な体格。ダチョウに攻撃されて1回死亡する。
- シェルドン・“シェリー”・オベロン教授 - ジャック・ブラック（高木渉）

ゲームでのフリッジの役割。太った男性の考古学者。地図製作が得意。動物に詳しいが序盤にアナコンダに食べられて一回死亡する。
- フランクリン・“マウス”・フィンバー - ケヴィン・ハート（伊藤健太郎）

ゲームでのマイロの役割。動物学者。小柄で体が弱い。要領が悪く話が冗長。
- ルビー・ラウンドハウス - カレン・ギラン（白石涼子）

ゲームでのマーサの役割。セクシーで格闘術が使える。
- ジェファーソン・“シープレーン”・マクドノー - ニック・ジョナス（KENN）

馬に乗った男。ゲームでのアレックスの役割。
- ミン・フリートフット - オークワフィナ（ファーストサマーウイカ）

ゲームでのスペンサーの役割。女盗賊。
- ユルゲン - ロリー・マッキャン（間宮康弘）

暴虐王。宝石を持った男。
- ナイジェル・ビリングスリー - リス・ダービー（江原正士）

パイロット。ゲームの進行役。丁寧語で話す人柄。
現実世界
- スペンサー・ギルピン - アレックス・ウルフ（木村良平）

アルバイトだけの平凡な生活を送っている。また、華やかな生活を送っているマーサを見て、自分に自信が持てずにいる。
- ベサニー・ウォーカー - マディソン・アイズマン（M・A・O）

スペンサーの友人。ボランティア活動をしている。
- アンソニー・“フリッジ”・ジョンソン - サーダリウス・ブレイン（英語版）（武内駿輔）

スペンサーの友人。体育会系で勉強が嫌い。アメフトに没頭してジムに通う毎日を送る。苛立つと感情を抑えられず、激しい口調になる。
- マーサ・カプリー - モーガン・ターナー（英語版）（水瀬いのり）

スペンサーと遠距離恋愛中。真面目で勤勉。友達に囲まれている様子をインスタにアップしている。
- アレックス・ヴリーク - コリン・ハンクス（千葉進歩）

前作ではパイロットのキャラだった。
- マイロ・ウォーカー - ダニー・グローヴァー（加山雄三）

エディの友人。75歳。しかし、エディとは喧嘩中。病気で余命幾ばくもない。
- エディ・ギルピン - ダニー・デヴィート（浦山迅）

スペンサーの祖父。
- ノラ・シェパード - ビビ・ニューワース（小宮和枝）

『ジュマンジ』にも登場した人物。
- 修理人 - ラモーネ・モリス（岡崎体育）

ラストでジュマンジを見つけて触れてしまう。

## 製作

### 企画
前作『ジュマンジ/ウェルカム・トゥ・ジャングル』公開後、ドウェイン・ジョンソン、ジャック・ブラック、ニック・ジョナスらはインタビューで、ジュマンジの続編(ジュマンジ3と呼ばれる)について語り、続編がジュマンジの起源を探るものになる可能性を示唆した。また、カレン・ギランは前作の別エンディングが、別の映画への扉が開かれる内容になっていたと述べた。2018年2月、監督のジェイク・カスダン、脚本のジェフ・ピンクナーとスコット・ローゼンバーグ、出演のジョンソン、ブラック、ケヴィン・ハート、ギランらが続投すると発表された。
2019年2月22日、ブラックは本作がジュマンジシリーズの4作目で、今までシリーズの中での立ち位置が曖昧だった『ザスーラ』はジュマンジシリーズの2作目となり、他の作品との連続性があると語った。
2019年7月、映画のタイトルが『Jumanji: The Next Level』であることが発表された。

### キャスティング
2019年1月、オークワフィナ、ダニー・グローヴァー、ダニー・デヴィートがキャストに加わった。2019年2月、アレックス・ウルフ、マディソン・アイズマン、サーダリウス・ブレイン、モーガン・ターナーが前作の役を続投することが分かった。2019年3月、ダニア・ラミレスがキャストに加り、リス・ダービーも前作の役を続投することが分かった。。2019年5月、コリン・ハンクスも前作の役を続投することが分かった。

### 撮影
撮影は2019年1月21日に始まり、アトランタ、カルガリー、ハワイなどで行われた後、同年5月11日に終了した。

## 公開
本作は、台湾やフィリピンでは2019年12月4日に、日本やアメリカでは2019年12月13日に劇場公開された。

## 評価
Rotten Tomatoesでは映画批評家が71%の支持評価となった。

## テレビ放送
| 回 | 放送日        | 放送時間（JST）   | 放送局     | 放送枠         | 備考                                                   | 視聴率 |
| -- | ------------- | ----------------- | ---------- | -------------- | ------------------------------------------------------ | ------ |
| 1  | 2022年4月30日 | 土曜21:00 - 23:25 | 日本テレビ | 土曜プレミアム | 地上波初放送 『3週連続洋画祭り！！』の第一弾として放送 | 5.2%   |

- 視聴率はビデオリサーチ調べ、関東地区・世帯・リアルタイム。